# Ferdinand Alanus de Rupa
Ferdinand Alanus de Rupa (? – 1703, Praha), hudební skladatel působící v Čechách.
Ferdinand Alanus de Rupa byl řeholníkem české provincie Řádu bratří kazatelů (Dominikánů). Je doložen jeho pobyt v Písku od roku 1683.
V literatuře se uvádí jeho mše Scti Venceslai 26 vocum, která je však ztracena. Jedna z jeho skladeb se nachází ve Vratislavi.
Další podrobnosti jeho života a díla nejsou známy.
Autorem chrámových skladeb uložených v Kroměřížském archivu je Alan Leonard de Rupa († 1668), rovněž dominikán, který však není totožný s Ferdinandem Alanem de Rupou.